# Paradise City (film)
A Paradise City vagy Fejvadászok bosszúja 2022-es amerikai akciófilm, amelyet Chuck Russell, Corey Large és Edward John Drake forgatókönyvéből Russell rendezett. A főbb szerepekben Bruce Willis, John Travolta és Stephen Dorff látható.
Az Amerikai Egyesült Államokban 2022. november 11-én mutatta be a Saban Films korlátozott számú moziban és Video on Demandon. December 20-án DVD-n és Blu-rayen is jelent meg. 2023. március 2-án 93 526 dolláros összbevételt ért el Oroszországban, Litvániában és az Egyesült Arab Emírségekben.

## Cselekmény
Ian Swan fejvadászt lelövik, ezután a Maui partjainál fekvő vizeken eltűnt férfit halottnak nyilvánítják. Swan fia, Ryan, a volt társa és egy helyi nyomozó elindulnak, hogy megtalálják a gyilkosokat. Miután egy kegyetlen és befolyásos férfi megfenyegeti őket, Ryan és csapata kifogyni látszik a lehetőségekből. Egy kirándulás során a szigorúan őrzött Paradise City nevű szigeti közösségben váratlan szövetségest találnak.

## Szereplők
| Szerep         | Színész             | Magyar hang[forrás?]        |
| -------------- | ------------------- | --------------------------- |
| Ian Swan       | Bruce Willis        | Epres Attila (1. szinkron)  |
| Ian Swan       | Bruce Willis        | Dörner György (2. szinkron) |
| Arlene Buckley | John Travolta       | Csankó Zoltán               |
| Robbie Cole    | Stephen Dorff       | Dolmány Attila              |
| Ryan Swan      | Blake Jenner        | Fehér Tibor                 |
| Savannah       | Praya Lundberg      |                             |
| Zyatt Dean     | Corey Large         |                             |
| Kane szenátor  | Branscombe Richmond |                             |
| Koa Kahale     | Laird Akeo          |                             |
| Scorpion       | Lorenzo Antonucci   |                             |
| Nikki          | Kate Katzman        |                             |
| Gerry          | Amber Abara         |                             |
| Kai            | Carrie Anne Bernans |                             |

## A film készítése
2006-ban Corey Large társíró és producer azzal az ötlettel állt elő, hogy Bruce Willis és John Travolta, a Ponyvaregény (1994) főszereplői újra együtt szerepeljenek. A Paradise Cityt huszonhét évvel később, 2021 májusában jelentették be. A forgatás 2021. május 17-én kezdődött a hawaii Mauin, és három hét után fejeződött be. Stephen Dorff és Blake Jenner szereplését júniusban jelentették be.
A Paradise City az egyik utolsó film, amelyben Willis szerepelt. Visszavonult a színészkedéstől, miután frontotemporális demenciát diagnosztizáltak nála.

## Fordítás
- Ez a szócikk részben vagy egészben  a   Paradise City (film) című angol Wikipédia-szócikk fordításán alapul.  Az eredeti cikk szerkesztőit annak laptörténete sorolja fel. Ez a jelzés csupán a megfogalmazás eredetét és a szerzői jogokat jelzi, nem szolgál a cikkben szereplő információk forrásmegjelöléseként.